# Richard Aßmann (Schauspieler)
Richard Heinrich Theodor Louis Aßmann, auch Assmann (* 25. November 1877 in Schwerin; † 3. Dezember 1955 in Köln) war ein deutscher Schauspieler.

## Werdegang
Aßmann kam in Schwerin als Sohn eines Großherzoglichen Ministerialbeamten zur Welt. Seine Bühnenlaufbahn begann er 1897 in Rostock und kam dann nach Düsseldorf. 1900 erhielt er ein Engagement am Königlichen Hoftheater in Wiesbaden, wo er auf der Bühne den jugendlichen Helden und Liebhaber spielte. Seine Leidenschaft in Deklamationsrollen qualifizierten ihn besonders als Darsteller in den Werken von Schiller. Von 1903 bis 1953 war er am Kölner Schauspiel engagiert. Er wurde zum Ehrenmitglied der Städtischen Bühnen ernannt.
Aßmann starb im Alter von 78 Jahren an den Folgen eines Schlaganfalls in einem Kölner Krankenhaus. Er war verwitwet von Emma Auguste Maria Goetz, die er 1902 in Wiesbaden geheiratet hatte.

## Ehrungen
- 1953: Verdienstkreuz am Bande der Bundesrepublik Deutschland